# Ли, Виталий Гаврилович
Виталий Гаврилович Ли (22 декабря 1915, Хабаровск, Российская империя — 14 сентября 1999, Алма-Ата, Казахстан) — советский ученый-геолог, доктор геолого-минералогических наук (1976), профессор (1976).

## Биография
Окончил Казахский горно-металлургический институт (1941).
В 1941—1962 гг. работал в научно-исследовательских центрах горной металлургии и геологии в РСФСР, в 1962—1999 годах работал в Институте геологии. Основные научные работы касаются разведки редких и цветных металлов, геолого-металлогенических и комплексных исследований по вопросам геофизики.
Первооткрыватель медного месторождения Саяк. Автор примерно 120 научных трудов, в том числе 3 монографий.
Лауреат Государственных премий Казахской ССР (1972), СССР (1984).

## Сочинения
- Рудные формации свинцово-цинковых месторождений Центрального Казахстана, А., 1973
- Металлогения Казахстана, А., 1973
- Металлогения Казахстана, Рудные формации месторождений свинца и цинка, А, 1978